# خليل (الجزائر)
خليل بلدية بولاية برج بوعريريج تأسست بلدية خليل إثر التقسيم الإداري لعام 1984 (عن ولاية سطيف )، يعود اسم البلدية إلى اسم (خَليل) و هو من أصول تركية عاش في المنطقة خلال الحكم العثماني للجزائر الممتد من أوائل القرن 16 حتى النصف الأول للقرن 19 وقد حملت بلدية خليل عدة أسماء منها 'دافوست' قائد عسكري فرنسي.